# Złe Mięso
Złe Mięso (niem. Bösenfleisch) – wieś pogranicza borowiacko-kaszubskiego w południowej części województwa pomorskiego, w powiecie chojnickim, w gminie Czersk nad Wdą i w kompleksie leśnym Borów Tucholskich.

## Nazwa miejscowości
Miejscowość notowana była w formie niemieckiej w 1480 jako Boszfleyth, w 1495 jako Bösem fleisch. Polskie nazwy pojawiają się w 1585 (Liemieszo) i 1664 (Złe Mięso). Od XVII wieku nazewnictwo niemieckie i polskie stabilizuje się w formach Bösenfleisch i Złe Mięso.

Nazwa wsi wywodzi się od niemieckiego nazwiska właściciela miejscowej karczmy. Forma polska jest wtórna i stanowi jego dosłowne tłumaczenie („böse” – „zły”, „wściekły”; „Fleisch” – „mięso”).

## Historia
Efektem wykonanych w czerwcu 1994 prac wykopaliskowych, przeprowadzonych przez ekipę z Katedry Archeologii Uniwersytetu Łódzkiego, było odkrycie prehistorycznej osady na brzegu starego koryta rzeki Wdy. Pozostałości znalezionych podczas tych badań naczyń glinianych i narzędzi wykonanych z krzemienia, pozwalają przypuszczać według Tadeusza Grabarczyka – autora informacji o Złym Mięsie, zawartym w Merkuriuszu Czarnej Wody (Nr 7 z 1994 r.), że miejscowość Złe Mięso liczy sobie 6000 lat.Według spisu pruskiego z 1772 roku w miejscowości mieszkało 7 rodzin, a mianowicie rodzina Bartłomieja Kaszubowskiego, Józefa Labana , Józefa Czapiewskiego, Kazimierza Schoelratzikowskiego, Macieja Schoenbilskiego, Pawła Cherka i rodzina Jana Sturmowskiego
W latach 1975–1998 wieś administracyjnie należała do województwa bydgoskiego.

## Legenda
Jak głosi ludowe podanie, przy brodzie nad rzeką dawno temu znajdowała się tu niewielka karczma. Cała sprawa zaczęła się od czasu, gdy po jednej z licznych wojen zmienił się tu karczmarz.
Początkowo nikt nie zauważył, że część z gości zatrzymujących się tutaj na posiłek i nocleg nie docierała później do celu swej podróży. Po kilkuletnich i wnikliwych obserwacjach odkryto straszliwą tajemnicę. Karczmarz ów nie tylko mordował i okradał swoich gości, lecz także wykorzystywał zwłoki do sporządzania potraw.
Zwyrodniały karczmarz miał później zakończyć żywot na szubienicy, a karczmę zburzono nie pozostawiając kamienia na kamieniu.